# Cremastra aphylla
Cremastra aphylla är en orkidéart som beskrevs av Tomohisa Yukawa. Cremastra aphylla ingår i släktet Cremastra, och familjen orkidéer. Inga underarter finns listade i Catalogue of Life.